# Sørvágsfjørður
Sørvágsfjørður er en fjord på Færøerne. Den ligger på vestkysten af Vágar, og strækker sig ca. 3,5 km ind mod bygden Sørvágur. Sit navn har den fra Sørvágur. Andre byer er Bøur ved  fjordens nordside, den er særlig kendt for at være velegnet til grindefangst. Videre udfor fjordindløbet ligger Gásadalur. I og ved fjorden ligger holmene Tindhólmur, Dranganir, Gáshólmur og Skerhólmur.
Fra Sørvágur har man udsigt over fjorden til Mykines. Passagerbåden Jósup sejler hver dag fra  Sørvágur til Mykines. Samtidigt er Sørvágsfjørður indflyvningsvejen for Vágar Lufthavn. 

## Galleri
- Bøur og Sørvágsfjørður
- Udsigt over Sørvágsfjørður med Sørvagur i baggrunden
- Sørvágsfjørður
- Den store sandstrand ved Sørvagur, hvor fjorden ender
- Sørvágur og Sørvágsfjørður